# Biatlon op de Olympische Winterspelen 1972
Biatlon is een van de sporten die beoefend werden tijdens de Olympische Winterspelen 1972 in Sapporo, Japan. De wedstrijden vonden plaats in het Makomanai-Park.

## Heren

### 20 kilometer individueel
| Rang   | Sporter(s)          | Land | Tijd       | Pen. |
| ------ | ------------------- | ---- | ---------- | ---- |
| Goud   | Magnar Solberg      | NOR  | 1:15:55.50 | 2    |
| Zilver | Hansjörg Knauthe    | GDR  | 1:16:07.70 | 1    |
| Brons  | Lars-Göran Arwidson | SWE  | 1:16:27.03 | 2    |
| 4      | Aleksandr Tichonov  | URS  | 1:16:48.65 | 4    |
| 5      | Yrjö Salpakari      | FIN  | 1:16:51.43 | 2    |
| 6      | Esko Saira          | FIN  | 1:17:34.80 | 5    |
| 7      | Viktor Mamatov      | URS  | 1:18:16.26 | 2    |
| 8      | Tor Svensberget     | NOR  | 1:18:26.54 | 3    |

### 4 x 7,5 kilometer estafette
| Rang   | Sporter(s)                                                        | Land | Tijd       | Pen. |
| ------ | ----------------------------------------------------------------- | ---- | ---------- | ---- |
| Goud   | Aleksandr Tichonov Rinnat Safin Ivan Biakov Viktor Mamatov        | URS  | 1:51:44.92 | 3    |
| Zilver | Esko Saira Juhani Suutarinen Heikki Ikola Mauri Röppänen          | FIN  | 1:54:37.25 | 3    |
| Brons  | Hansjörg Knauthe Joachim Meischner Dieter Speer Horst Koschka     | GDR  | 1:54:57.67 | 4    |
| 4      | Tor Svendsberget Kåre Hovda Ivar Nordkild Magnar Solberg          | NOR  | 1:56:24.41 | 7    |
| 5      | Lars-Göran Arwidson Olle Petrusson Torsten Wadman Holmfrid Olsson | SWE  | 1:56:57.40 | 6    |
| 6      | Peter Karns Dexter Morse Dennis Donahue William Bowerman          | USA  | 1:57:24.32 | 1    |
| 7      | Józef Różak Józef Stopka Andrzej Rapacz Aleksander Klima          | POL  | 1:58:09.92 | 4    |
| 8      | Isao Ohno Shozo Sasaki Miki Shibuya Kazuo Sasakubo                | JPN  | 1:59:09.48 | 5    |

## Medaillespiegel
| Plaats | Land        | NOC    | Goud | Zilver | Brons | Totaal |
| ------ | ----------- | ------ | ---- | ------ | ----- | ------ |
| 1      | Noorwegen   | NOR    | 1    | 0      | 0     | 1      |
| 1      | Sovjet-Unie | URS    | 1    | 0      | 0     | 1      |
| 3      | DDR         | GDR    | 0    | 1      | 1     | 2      |
| 4      | Finland     | FIN    | 0    | 1      | 0     | 1      |
| 5      | Zweden      | SWE    | 0    | 0      | 1     | 1      |
| Totaal | Totaal      | Totaal | 2    | 2      | 2     | 6      |